# Persepolis (strip)
Persepolis is een Franstalige autobiografische stripreeks van Marjane Satrapi over het opgroeien in Iran na de revolutie. De titel is een verwijzing naar de historische Iraanse stad Persepolis.
De serie bestaat uit vier delen, die zijn verschenen tussen 2001 en 2003, en later werden verfilmd in Persepolis.